# Акомодація ока

Фокусування ока на далеких (ліворуч) та близьких (праворуч) предметах.

Акомодація — пристосування ока до чіткого бачення предметів, що розміщені на різній відстані від нього. Відбувається шляхом зміни форми кришталика або його відстані до сітківки.
У риб кришталик має незмінну форму, у розслабленому стані око «налаштоване» на близьке бачення. Акомодація відбувається завдяки м'язам, що притягують кришталик ближче до сітківки, тоді риба може бачити віддалені предмети.
Акомодація у земноводних також досягається зміною відстані між кришталиком і сітківкою, проте у розслабленому стані око чітко бачить на великій відстані, для близького бачення кришталик віддаляється від сітківки спеціальними м'язами.
У рептилій, птахів та ссавців кришталик пружний і може змінювати свою кривину, саме таким шляхом відбувається акомодація. Наприклад, у людини в розслабленому стані око чітко бачить предмети розташовані на відстані більше 6 м (точка дальнього бачення). В цей час кришталик має сплющену форму завдяки натягу циннової зв'язки. У випадку фокусування на близьких предметах відбувається скорочення війкових м'язів, що призводить до зменшення натягу зв'язок і збільшення кривини кришталика.